# Désiré Bianco
Pour les articles homonymes, voir Bianco (homonymie).
Désiré Bianco, né le 4 avril 1902 à Marseille et mort tué à l'ennemi le 8 mai 1915 dans la péninsule de Gallipoli en Turquie, est un enfant-soldat français durant la Première Guerre mondiale. Il est considéré comme le plus jeune mort pour la France de la Grande Guerre,,. À ce titre, il porte le matricule numéro Un au sein de la Légion des Mille.

## Biographie

### Origine et prime enfance
Originaire de Caraglio, province de Coni, dans le Piémont italien, la famille Bianco est pauvre. Elle émigre en France et s'installe à Marseille, dans le quartier ouvrier de Menpenti, où naît,, Désiré Bianco le 4 avril 1902. Il a une sœur prénommée Alice.
À la déclaration de la Première Guerre mondiale en août 1914, Désiré fréquente une école proche des casernes du 6e régiment de hussards où il voit « la foule [qui] se presse sur le passage des troupes [où] défilent les fantassins, la fleur au fusil, et ses chers hussards en tenue de campagne, fleuris eux aussi et acclamés comme peuvent s'en souvenir les témoins oculaires... ».
Cet évènement fait naître chez Désiré un fort sentiment patriotique et un seul objectif qui est celui de suivre ces soldats. Il attend dès lors l'occasion qui va se présenter quelques mois plus tard.

### Engagement et faits d'armes
Volontaire en janvier 1915, il suit le 6e hussards sur le front de la Meuse au sein du groupe cycliste du 1er escadron. En mars, il est renvoyé à l'arrière puis réussit à nouveau à monter au feu avant d'être restitué à ses parents.
N'abandonnant pas son idéal, Bianco s'embarque clandestinement le 2 mai 1915 depuis le port de Toulon sur le France, paquebot chargé de convoyer le 58e régiment d'infanterie coloniale (58e RIC) à destination du détroit des Dardanelles en Turquie où, depuis le mois de février, un corps expéditionnaire anglo-français tentait une percée sur le front d'Orient. Quelques jours plus tard, la flotte alliée débarque à Seul-Bahr sur une plage de la péninsule de Gallipoli.
Le 8 mai à 17 h 15, l'attaque générale se déclenche. Bianco devant demeurer dans une tranchée, le lieutenant Asquier du 58e RIC lui prend fusil et baïonnette en échange de son propre sabre. Ne pouvant se maîtriser, Bianco s'élance alors à la tête de la compagnie, « levant le sabre qui lui a été confié et criant : « En avant ! À la baïonnette ! » […] avant d'expirer à quelques mètres du fortin ennemi » dit de l'haricot.

## Honneurs posthumes
Bianco est cité à l'ordre de l'Armée française d'Orient (AFO) par le général Cordonnier le 30 août 1916.
Le 14 janvier 1920, il est déclaré Mort pour la France par un jugement du tribunal de Marseille.
En juin 1935, il est inscrit comme numéro Un au sein de la Légion des Mille.

En mai 1936, un buste à son effigie est érigé à Toulon, devant la caserne Grignan. Le texte de la stèle est le suivant : 

« In memoriam.
Corps expéditionnaire des Dardanelles.
Citation à l'ordre du Corps d'armée BIANCO Désiré, pupille du 58e RIC.
Jeune enfant de 13 ans, n'écoutant que ses sentiments enthousiastes est parvenu à se glisser sur le transport La France avec les hommes du 58e régiment d'infanterie coloniale embarqués sur ce paquebot.
Débarque à Sedul Bahr Dardanelles avec ce régiment.
A fait preuve de vaillance et de grand courage à l'assaut du 8 mai 1915 où il a été tué en s'élançant aux cris de « En avant à la baïonnette ! »
Général Cordonnier
Au GQA le 30 août 1916. »

Une avenue porte également son nom à Marseille.